# Jan Szurmiej
Jan Szurmiej (ur. 27 lipca 1946 w Jaworze, zm. 3 czerwca 2024) – polski aktor, reżyser, inscenizator i choreograf, znawca kultury żydowskiej.

## Życiorys
W latach 50. XX wieku uczęszczał do Szkoły Baletowej przy Operze Wrocławskiej. W latach 1965–1971 był aktorem Teatru Pantomimy Gest we Wrocławiu. W 1976 zdał egzamin eksternistyczny dla aktorów dramatu w Warszawie. W latach 1971–1991 związany z Teatrem Żydowskim w Warszawie. W latach 1990–1993 dyrektor artystyczny Teatru Muzycznego Operetki Wrocławskiej. Główny reżyser Opery Wrocławskiej. Starszy wykładowca Akademii Muzycznej we Wrocławiu. W latach 1992–1994 dyrektor naczelny i artystyczny Operetki Warszawskiej, której formułę artystyczną zmienił w Teatr Muzyczny „ROMA”, powracając do przedwojennej nazwy tej instytucji. W latach 1996–1997 główny reżyser Teatru Żydowskiego w Warszawie. W latach 1996–2000 dyrektor generalny Stowarzyszenia Niezależnych Autorów Radiowych i Telewizyjnych SNART w Warszawie. W latach 2001–2007 twórca i dyrektor artystyczny Festiwalu im. Anny German w Zielonej Górze.
Od marca 2020 roku do śmierci był dyrektorem artystycznym Teatru Polskiego we Wrocławiu. 
Miał w swoim dorobku ponad 100 realizacji reżyserskich, a także wiele ról filmowych i telewizyjnych.

## Życie prywatne
Syn aktora i reżysera oraz wieloletniego dyrektora Teatru Żydowskiego w Warszawie Szymona Szurmieja (1923–2014) oraz rosyjskiej tancerki i choreografki Aidy z domu Szaszkiny (1925-2005); brat Leny, aktorki i reżyserki (ur. 1947), Małgorzaty Szurmiej-Krauze, aktorki (1951-2016) i Dawida, producenta filmowego (ur. 1985).
Był ojcem aktorki Joanny Szurmiej-Rzączyńskiej (ur. 1975) i Jakuba Szurmieja, Dyrektora Kanałów Filmowych – Platforma NC+ w ITI Neovision (ur. 1979).
Został pochowany na cmentarzu Wojskowym na Powązkach w Warszawie.

## Wybrana filmografia
- Panna z mokrą głową, jako sklepikarz Szymszel (odc. 4 i 6) (1994)
- Szuler, jako Krupier (1994)
- Królewskie sny, jako Olesko, błazen Jagiełły (1988)
- Blisko, coraz bliżej (1982–1986)
- Problemat profesora Czelawy, jako doktor Janusz Stocki (1985)
- Austeria, jako Kantor syn Kantora (1982)

## Odznaczenia
- Krzyż Oficerski Orderu Odrodzenia Polski – 2005[5]
- Złoty Krzyż Zasługi – 1985
- Złoty Medal „Zasłużony Kulturze Gloria Artis” – 2023[6][7]
- Srebrny Medal „Zasłużony Kulturze Gloria Artis” – 2018[6]